# Park Parkán
Park Parkán se nachází v centru Prachatic v městské části Prachatice I v místě bývalého parkánu v jihovýchodní části města. Z jedné strany je obklopen zdí, bývalého prachatického opevnění, z druhé domy. U jedné z věží roste památný břečťan. Nachází se zde socha klečící ženy za kamene. Parkán je přístupný v určité hodiny průchodem mezi Dolní branou. Rostou zde stromy.

## Galerie

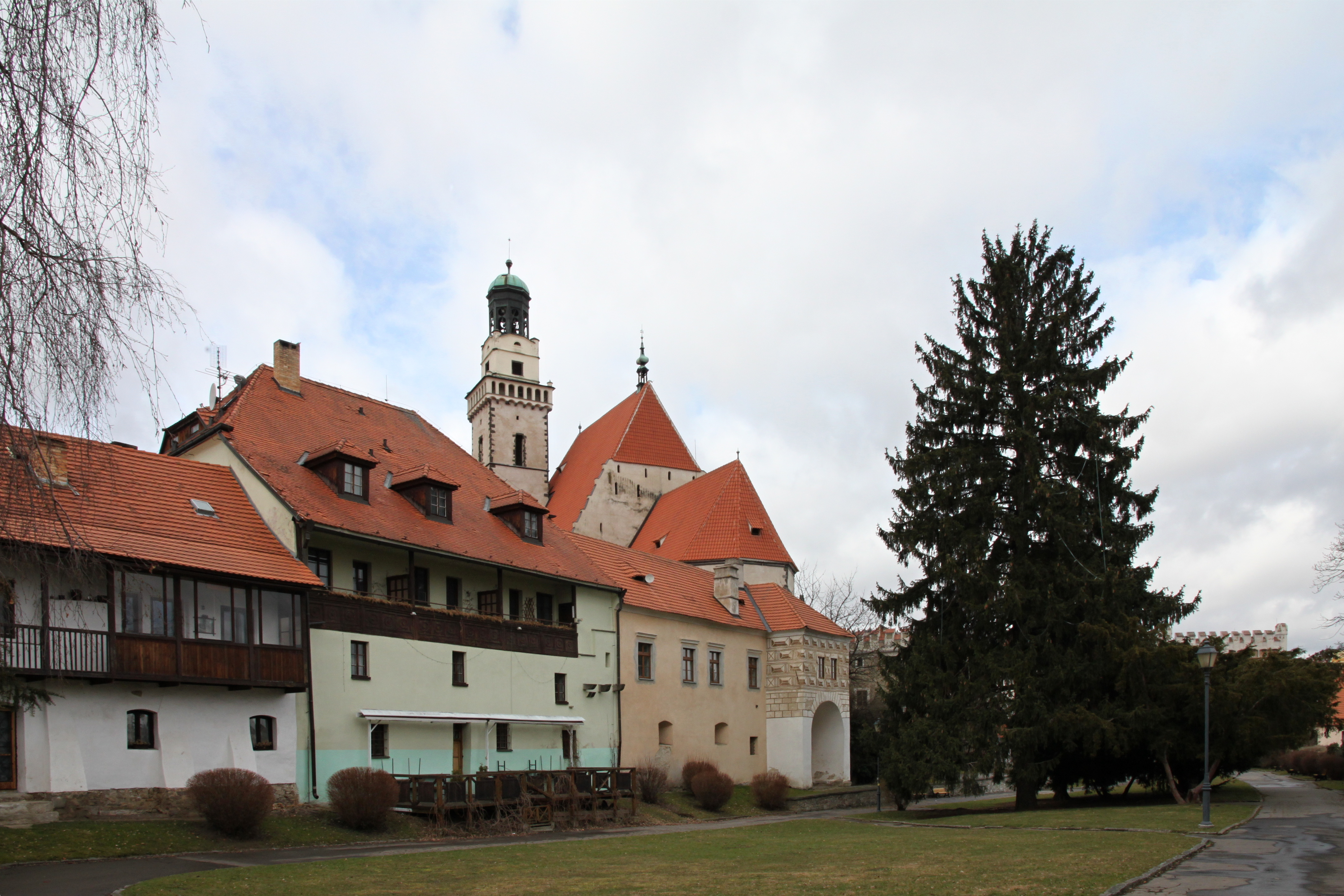
Pohled z druhé strany
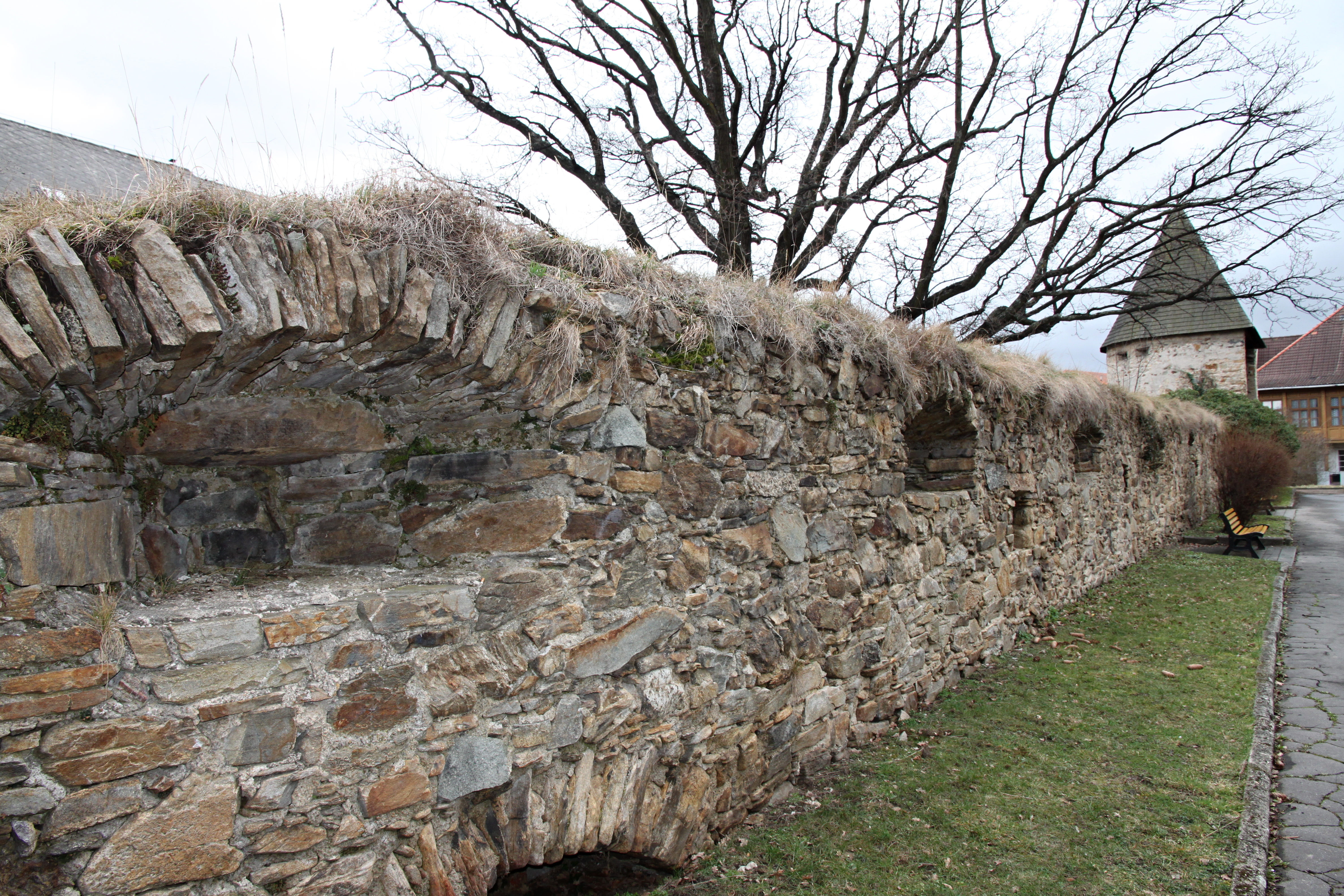
Zbytky hradeb
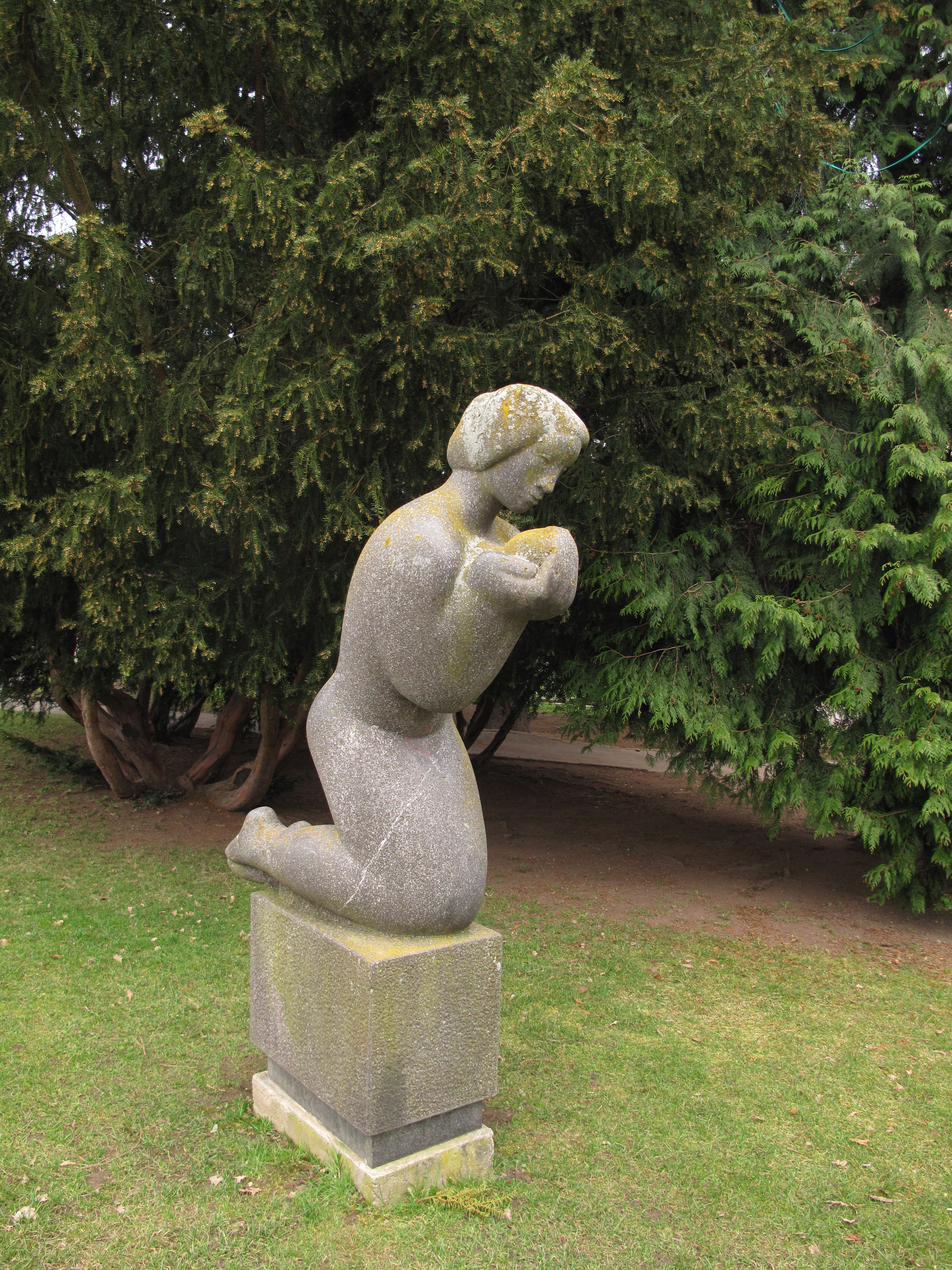
Socha Klečící dívka s holubicí od Jana Fišara